# Thierry la Fronde
Thierry la Fronde (nl: Thierry de slingeraar) is een Franse televisieserie uit de jaren 60 van de zender TF1/ORTF met in de hoofdrol Jean-Claude Drouot (geboren 17 december 1938 in Lessen). De serie bestaat uit 4 reeksen van 13 afleveringen, die elk ongeveer 30 minuten duren en in zwart-wit gefilmd zijn. De serie werd in Frankrijk voor het eerst uitgezonden van 3 november 1963 tot 27 maart 1966.
De serie laat zich het best omschrijven als de Franse versie van de Britse Robin Hood en speelt rond 1360 in Sologne. Hoofdpersoon Thierry de Janville komt na omzwervingen terug op zijn landgoed en ontdekt dat dit door de Engelsen is ingenomen. Thierry wordt verraden door zijn ritmeester Florent de Clouzol, gevangengenomen en opgesloten in zijn eigen kasteel. Met hulp van de ook gevangengenomen goochelaar Judas weet hij zich te bevrijden en schuil te houden in de bossen. Daar neemt hij de geuzennaam "Thierry la Fronde" (Thierry de Slingeraar) aan omdat hij met zijn slinger menig vijand buiten gevecht stelt. Gedurende de serie strijdt Thierry met een stel vogelvrije kameraden tegen Eduard III van Engeland en de Prins van Wales ("de Zwarte Prins"). Tot de groep hoort ook het dorpsmeisje Isabelle op wie hij verliefd wordt en met wie hij in de laatste aflevering ook trouwt.
De verrader Florent wordt gespeeld door Jean-Claude Deret (ware naam Claude Breitman), die de meeste scenario's voor de serie leverde, evenals voor de Frans-Zwitserse Winnetou televisieserie "Winnetou ou le Mascalero" (beter bekend als "Mein Freund Winnetou").
De titelmelodie en de weinige tussenmelodieën zijn geschreven door Jacques Loussier, die ook tekende voor de in die tijd gemaakte serie Vidocq.
De Franse zanger John William heeft in 1963 de titelmelodie op een door Jean-Claude Deret geschreven tekst op een ep (Les Vainqueurs) opgenomen.
In Nederland werden 32 afleveringen van de serie uitgezonden van 22 januari 1967 - 3 september 1967 (beh. 25 juni), op zondagavond van 19:00-19:30, de tijd waarop de NTS jeugdprogramma's uitzond, waaronder ook - in de jaren 60 van de 20e eeuw - Kapitein Zeppos, Johan en de Alverman, Axel Nort, de Vrijbuiters (Freewheelers), en Floris. In 1973 werden in de zomermaanden 12 afleveringen herhaald (zondag 8 juli t/m zondag 23 september, eveneens in de vooravond).
De eerste 26 afleveringen van de serie zijn met Nederlandse ondertiteling op dvd uitgebracht.

## Merchandise
De serie is in Nederland erg populair geweest en leidde tot uitgifte van een drietal leesverhalen met foto's en twee stripboeken. Tevens liep een wekelijkse strip in het jeugdblad TV2000 tussen 1967 en 1968. Deze waren gebaseerd op identieke uitgaven in Frankrijk, waar de serie tot heden nog bekend is en tot de cultseries wordt gerekend.
In Frankrijk zijn ook nog hoorspelen op grammofoonplaat, soundtrack-ep's en liedjes-ep's (alle op het Philipslabel), driedimensionale dia's van View-Master, sleutelhangers en meer uitgebracht.

## Hoofdrollen
- Jean-Claude Drouot: Thierry de Janville ("Thierry la Fronde")
- Céline Léger: Isabelle
- Robert Bazil: Boucicault
- Fernand Bellan: Judas
- Jean-Claude Deret: Florent
- Jean Gras: Bertrand
- Clément Michu: Martin
- Robert Rollis: Jehan
- Bernard Rousselet: Pierre

## Lijst van alle 52 afleveringen

### Seizoen 1 (1963)
1. Hors la loi (Vogelvrij verklaard)
2. Les compagnons de Thierry (De metgezellen van Thierry)
3. Le sabot d'Isabelle (De klomp van Isabelle)
4. Le fléau de Dieu (De gesel Gods)
5. Le trésor du Prince (De schat van de prins)
6. Le filleul du Roi (Het petekind van de koning)
7. La trahison de Judas (Het verraad van Judas)
8. Thierry et le fantôme (Thierry en het spook)
9. La trêve de Pâques (De paasvrede)
10. Ogham (Ogham)
11. Le duel des chevaliers (Het duel van de zeven ridders)
12. Prisonniers (Gevangenen)
13. Les compagnons à Paris (De vrienden in Parijs)

### Seizoen 2 (1964)
1. Les reliques (Relikwieën)
2. L'héritage de Pierre (De erfenis van Pierre)
3. Le royaume des enfants (Het koninkrijk der kinderen)
4. Pierre précieuse et perle fine (Edelsteen en parel)
5. Nous irons à Pontorson (Op weg naar Pontorson)
6. Thierry contre les compagnons (Thierry tegen zijn kompanen)
7. Thierry et l'archiprêtre (Thierry en de aartspriester)
8. Les espions (De spionnen)
9. La chronique oubliée (De vergeten kroniek)
10. L'enfant d'Édouard (Het kind van Edward)
11. La bague du dauphin (De ring van de kroonprins)
12. Une journée tranquille (Een rustige dag)
13. Brétigny (Brétigny)

### Seizoen 3 (1965)
1. Le retour de Thierry
2. Les héros
3. Le château mystérieux
4. Le diable ne meurt jamais
5. Toque y si gausse
6. La mission secrète de Taillevent
7. Les Tuchins
8. Le signe du sagittaire
9. Thierry mourra demain
10. La chanson d'Isabelle
11. Les secrets du prieur
12. La ville morte
13. La route de Calais

### Seizoen 4 (1966)
1. Fausse monnaie
2. Arsenic et damoiselle
3. L'échafaud
4. La dent de Saint-Liphard
5. Moi, le roi!
6. L'ogre de Brocéliande
7. Jouets dangereux
8. Échec au roi
9. La fourche du Diable
10. Le trésor des Templiers
11. Ces dames de Pontorson
12. Le drame de Rouvres
13. La fille du Roi